# Joseph Laroche
Joseph Philippe Lemercier Laroche (26. května 1886 Cap-Haïtien – 15. dubna 1912 RMS Titanic, severní Atlantik) byl haitský inženýr. Byl jedním z pouhých tří známých pasažérů haitského původu (další dva byly jeho děti) na palubě RMS Titanic na jeho nešťastné plavbě.
Svou těhotnou francouzskou manželku a jejich dvě dcery naložil do záchranného člunu – ony přežily, ale on nikoliv. Jeho dcera Louise Larocheová (2. července 1910 – 28. ledna 1998) byla jednou z posledních přeživších potopení Titanicu.
LaRoche, opera o třech dějstvích atlantské skladatelky Sharon J. Willisové, je založena na jeho životě a byla součástí Národního festivalu černošského umění 2003, který měl premiéru 18. července téhož roku v Callanwolde Fine Arts Center.

## Raný život
Narodil se v Cap-Haïtien na Haiti. V 15 letech byl poslán na studia do francouzského Beauvais. Po absolvování inženýrského studia se oženil s Francouzkou Juliette Lafargueovou. Kvůli tehdejší rasové diskriminaci měl potíže s hledáním práce. Unaven živobytím svého tchána, prodavače vína, se rozhodl vrátit se s rozrůstající se rodinou na Haiti. Jeho strýc Cincinnatus Leconte, prezident Haiti, mu zařídil práci učitele matematiky.
Simone Marie Anne Andrée Larocheová se narodila v Paříži v roce 1909, následována svou sestrou Louisou Larocheovou, která se narodila 2. července 1910.

## Plavba
Rodina plánovala opustit Francii koncem roku 1912, ale Juliette zjistila, že je potřetí těhotná, a Joseph se rozhodl uspíšit jejich cestu, aby se dítě mohlo narodit na Haiti.[zdroj?]
Jeho matka zakoupila pro rodinu cestu první třídou na palubě lodi SS France. Larocheovi se dozvěděli o pravidlech společnosti Compagnie Générale Transatlantique, podle nichž musely děti zůstat v dětském pokoji a nesměly večeřet s rodiči. Protože s těmito pravidly nesouhlasili, vyměnili své letenky za cestu druhou třídou na palubě RMS Titanic.
Titanic byl příliš velký pro přístav v Cherbourgu ve Francii, a proto tendry společnosti White Star Line přepravily cestující směřující na Titanic z Cherbourgu na palubě lodi SS Nomadic. Rodina se nalodila na Titanic jako cestující druhé třídy 10. dubna 1912.
Krátce poté, co Titanic 14. dubna ve 23:40 narazil do ledovce, Joseph vzbudil Juliette a řekl jí, že loď byla poškozena. Všechny jejich cennosti si dal do kapes a s manželkou odnesli každou ze svých spících dcer na horní palubu lodi. Není jisté, do kterého záchranného člunu Juliette a její dcery nastoupily, ačkoli Juliette si vzpomněla, že v jejím záchranném člunu byla hraběnka.[zdroj?] Na lodi byla hraběnka Noël Leslie, hraběnka Rothesová, která se zachránila v záchranném člunu č. 8, tudíž je pravděpodobné,[zdroj?] že Juliette, Simone a Louise se zachránily na palubě tohoto záchranného člunu nebo možná na palubě záchranného člunu č. 14. Ačkoli Joseph při potopení Titanicu zemřel, jeho tělo nebylo nikdy nalezeno.
Později ráno 15. dubna Juliette a její dcery zachránila loď RMS Carpathia. Obě mladé sestry byly vytaženy na palubu v pytlích z pytloviny. Na palubě Carpathie Juliette velmi těžko sháněla prádlo, které by mohla použít jako pleny pro své děti. Protože žádné nebyly k dispozici, Juliette improvizovala a na konci každého jídla si sedala na ubrousky, schovávala je a po návratu do kajuty z nich vyráběla plenky. Dne 18. dubna Carpathia dorazila do New Yorku. Protože se s Juliette a jejími dcerami neměl kdo setkat, rozhodla se Juliette nepokračovat v cestě na Haiti. Místo toho se vrátila ke své rodině do Villejuif ve Francii. Rodina přijela následující měsíc a právě tam Juliette porodila syna. Svého syna pojmenovala Joseph na počest jeho zesnulého otce.

## Po smrti
V březnu 1995 nastoupila jeho dcera Louise na palubu Nomadicu poprvé od roku 1912, kdy loď vezla její rodinu na Titanic z francouzského Cherbourgu. Připojila se k ní další přeživší potopení Titanicu Millvina Dean. Téhož roku byla Louise přítomna v Cherbourgu u věnování kamenného pomníku Titanic Historical Society připomínajícího pasažéry Titanicu, kteří vypluli z přístavu v Cherbourgu.
Louise Larocheová zemřela 28. ledna 1998 ve věku 87 let. V době jejího úmrtí bylo na živu již pouze šest přeživších z Titanicu.